# Gamla Folkets hus, Halmstad
Gamla Folkets hus i Halmstad var ett Folkets hus som inrättades i en tvåvåningars träbyggnad vid Kungsgatan i Östra förstaden i Halmstad. Huset köptes av Halmstads folketshusförening 1901 och invigdes som Folkets hus 1902.

## Historik
År 1895 hade Halmstads samverkande fackföreningar bildats, vilken senare blev Halmstads arbetarekommun. För sammankomsterna hyrdes andra våningen i en magasinsbyggnad på Barnhemsgatan 4. En förening bildade för att skaffa ett eget Folkets Hus. Folkets husföreningen hyrde till att börja med lokalerna i övervåningen till IOGT:s Godtemplarehuset i hörnet Ridhusgatan/Vattugatan på Norr, i samband med att IOGT flyttade sin verksamhet till det intilliggande ridhuset. Den nya Folkets huslokalen blev ett framsteg för Halmstads Amatörsällskap, som nu antog tillnamnet Arbetarnas Amatör-Sällskap.
Efter insamlingar, basarer och andelsteckning kunde Folketshusföreningen 1901 köpa fastigheten Öster 33 vid Kungsgatan, med fasad mot en mindre park längs Viktoriagatan. Efter ombyggnad invigdes Halmstads första Folkets hus 1902. Den stora salen hade 350 sittplatser och rymde ytterligare personer på ståplats längs väggarna. 

## Ett nytt Folkets hus
År 1954 uppfördes en ny byggnad vid Fredsgatan i hörnet mot Kungsgatan, något kvarter norr om det första Folkets hus, vilket delades med Halmstads Teater. Byggnaden övertogs senare helt av Halmstads kommun.